# Урал (минный заградитель, 1928)
«Урал» — крупнотоннажный рефрижератор типа «Алексей Рыков» (т. н. «лондонские рефрижераторы»), с 25.09.1940 минный заградитель Балтийского флота.

## Строительство
Заказан Совторгфлотом специально для рейсов в Лондон. Заложен в Ленинграде на Северной судостроительной верфи (завод №109) 29 августа 1926 года, сдан заказчику 13 августа 1929 года, головное судно второй серии.
Спущен на воду под названием «Феликс Дзержинский». Эксплуатировался на линии Ленинград-Лондон. Во время гражданской войны в Испании выполнил несколько рейсов из СССР в республиканский порт Картахена с военными грузами.

## Характеристики
Водоизмещение стандартное 4037 т, полное 5560 т
ГЭУ: дизельная одновальная
Мощность дизельной установки 2200 л. с.
Скорость хода 12 узлов
Запас топлива: 164 т
Дальность: 5000 миль
Размеры: Длина наибольшая 104 м, ширина 14,6 м, среднее углубление 5,8 м
Бортовые номера 288 и 88
Вооружение:
четыре 100-мм пушки;
четыре 45-мм зенитки;
два 12,7-мм пулемета;
264 мины;
Экипаж: 220 чел.

## История службы
10 ноября 1939 года принят ВМФ СССР от Наркомата морского флота, переоборудован и переклассифицирован в минный заградитель. 22 октября 1940 года вошел в состав КБФ.
В начальный период войны участвовал во многих минно-заградительных операциях, в эвакуации гарнизона Ханко. За кампанию 1941 года экипаж «Урала» выставил почти 3 000 морских мин — более любого иного корабля Балтийского флота.

В ноябре 1941 года началась эвакуация гарнизона полуострова Ханко. И надо же было случиться, что именно в то время, когда командование планировало послать к Ханко минный заградитель «Урал», его командир И. Г. Карпов попал в госпиталь. Уже был назначен командир-дублер. Но Карпов, узнав об этом, решился на отчаянный шаг. Он сбежал из госпитальной палаты, прибыл на корабль и доложил командованию, что готов сам вести «Урал» к Ханко.

Вечером 7 ноября «Урал» вышел из Ленинграда в Кронштадт. Внешне корабль был совсем не похож на военный. И не мудрено. Ведь до 1939 года это был хорошо известный на линии Ленинград — Лондон крупнотоннажный рефрижератор «Феликс Дзержинский». И только за два года до войны его передали Балтийскому флоту и переделали в минный заградитель. Но мирный облик корабля не изменился. Он по-прежнему был высокобортным, с огромными трюмами, «по-граждански» оборудованными каютами.— C. А. Турин
С 1942 года «Урал» использовался как плавбаза, а после войны стал учебным судном вплоть до конца 1950-х годов.

## Командиры
- Капитан 2-го ранга Карпов, Иван Григорьевич.